# Branch History Table
Pour les articles homonymes, voir BHT.
Une Branch History Table (BHT) est une méthode de prédiction dynamique utilisée lors de l’apparition d’aléas de contrôle sur un pipeline.